# Средно специално училище „Проф. д-р Стоян Белинов“, Пловдив
Средно специално училище „Проф. д-р Стоян Белинов“ е държавно средно училище и пансион за деца с увреден слух в град Пловдив. Носи името на отоларинголога проф. Стоян Белинов, който е един от основателите на Софийския медицински факултет.

## История
Основано е на 15 февруари 1925 г. под името Държавен институт за глухонеми. Стартира с 18 учениците, на възраст между 9 и 14 години от цялата страна, и 4 учители. Първият директор на училището се казвал Александрър Райков.
През 1973 г. училището се премества в специално пригодената за нуждите на учениците сграда на ул. „Прохлада“ 1 в Пловдив. Учениците вече са 108. Има 15 учителя, 12 възпитателя, 8 рехабилитатора, 2 логопеди, директор и зам.-директор.
От 1975 г. курсът на обучение се увеличава до 12-годишен, което позволява цензово основно образование.
На 21 март 1986 г. училището се преименува като „Професор д-р Стоян Белинов“ – на един от най-големите български оториноларинголози.
През учебната 1993/1994 г., със Заповед №РД – 14 – 25/09.06.1993 г. на министъра на образованието, училището прераства в средно професионално. Курсът на обучение включва 11 години за основно и още 4 години за средно в една от специалностите:
- „Оператор в шевното производство“;
- „Оператор в мебелното производство“;
- „Кулинар“.

От 1999 г. училището се побратимява с училището за глухи деца в гр. Брюксел и със Занаятчийската камара в гр. Кобленц, Германия.

## Училището днес
Днес в ССУ за глухи деца „Професор д-р Стоян Белинов“ се обучават 154 ученици.
За децата в ССУ „Проф. д-р Ст. Белинов“ се грижат преподаватели и специалисти по сурдопедагогика, психология, начална педагогика, логопедия, дефектология и слуховоречева рехабилитация. Училището предлага обучение в класно-урочна форма, по индивидуални и комплексни програми за получаване на средно образование по специалностите кулинар, оператор в шевното производство, оператор в мебелното производство. Учениците имат възможност да упражняват различни извънкласните дейности като пеене, пантомима, куклен театър, модерни танци, народни танци, аеробика.